# Enriquito López
Enrique "Enriquito" López (fallecido del 4 de marzo del año 2016) fue un político de la República Dominicano. Sirvió en el Senado de la República Dominicana entre 2000 y 2004 para la provincia Monseñor Nouel . Fue miembr del Partido Revolucionario Dominicano (PRD). Antes de su tiempo en el Senado sirvió en la Cámara de Diputados de la República Dominicana en los años 90s. López fue el candidato del PRD a senador de la provincia Monseñor Nouel en 2010, pero no fue elegido.
López murió en una clínica en Santo Domingo el 4 de marzo de 2016 a la edad de 60 años, había estado sufriendo de diabetes. López estuvo casado y tuvo dos niños.